# Andrea Moneta
Andrea Moneta (Roma, 20 settembre 1969 – Bologna, 4 gennaio 1991) è stato un carabiniere, vittima della strage della banda della Uno bianca.

## Biografia
Carabiniere ausiliario nativo di Roma, rimase vittima insieme ai colleghi Otello Stefanini e Mauro Mitilini, la sera del 4 gennaio 1991 a Bologna, nel quartiere del Pilastro, dell'assalto passato alla cronaca giudiziaria come la strage della banda della Uno bianca.
Fu insignito della Medaglia d'Oro al Valor Civile.

## Riconoscimenti
Alla sua memoria è stata intitolata, dal 10 ottobre 2008, la Caserma sede del Comando Stazione Carabinieri di Castello d'Argile (Bologna), è stato scoperto un monumento a Spoleto e gli è stata dedicata una lapide affissa sull'edificio dove abitava nel centro storico di Roma, in piazza della Minerva.  Sempre a Roma è intitolata una via nella zona Cinecittà est. Le spoglie mortali riposano nel cimitero di Santa Marinella.